# Анджелина Джоли
Анджелѝна Джоли (правилно произношение: Анджелина Жолѝ) (на английски: Angelina Jolie) е американска актриса от френски произход, кинорежисьорка, филмова продуцентка. 
Известна е с активната си позиция и благотворителните си акции по ред наболели хуманитарни въпроси (например образованието и изхранването в Африка). От 2001 г. е пратеник на добра воля на Агенцията за бежанците на ООН. Носител на Оскар за филма „Луди години“, на три Златни глобуса и други награди. До есента на 2016 г. живее с актьора Брад Пит, за когото се омъжва през 2014 г. и с когото има шест деца, от които три осиновени. През 2009, 2011 и 2013 г. според списание Forbes Джоли е била най-високо платената актриса в Холивуд.

## Произход и младежки години
Анджелина е родена на 4 юни 1975 г. в семейството на американския актьор Джон Войт и френската актриса Маршелин Бертран. Кръстниците ѝ са също актьори – Жаклин Бисет и Максимилиан Шел. Родителите ѝ се развеждат, когато е на година. Живее с брат си при майка си. Има трудно и бедно детство. Първите ѝ изпълнения на театрална сцена са, когато на 11 години постъпва за две години в школата за театър и кино на Лий Страсбърг в Лос Анджелис. През ученическите си години в Beverly Hills High School се чувства аутсайдер заради нестандартния си външен вид, навика си да се облича с дрехи втора употреба и слабото си тяло.
Джоли е преживявала епизоди на самоубийствена депресия през тийнейджърските си години, а също и в началото на двадесетте си години. Тя се чувствала изолирана в гимназията сред децата на някои от най-богатите семейства в района, докато с майка си са оцелявали с доста по-скромен доход. Съучениците я дразнели по повод на това, че била изключително слаба и носила очила и метални скоби за корекция на зъбите. Било ѝ е трудно да се свързва емоционално с други хора. По-късно Джоли признава, че се чувствала силно потисната и нещастна, смятала, че е безполезна и в резултат започва да се самонаранява, като се е порязвала с остър нож. Започва също да експериментира с наркотици; казва, че на 20-годишна възраст вече е опитала „всички възможни наркотици“, включително хероин. На тази възраст Анджелина се обличала само с черни дрехи, боядисвала косите си червени и по собствените ѝ признания се ненавиждала.
В периода 1997 г. – 2000 година прави големия си пробив в киното с филми като „Джия“, „Колекционерът“, „Луди години“, „Да изчезнеш за 60 секунди“. За касово най-успешни се смятат последвалите две части на „Похитители на гробници“ (Tomb Raider) в които играе героинята от едноименната компютърна игра, Лара Крофт.

## Кариера

### Ранен период: 1993 – 1997
Джоли започва да работи като модел, когато е на 14 години, основно в Лос Анджелис, Ню Йорк и Лондон. През това време участва в няколко музикални клипа, като например на Лени Кравиц („Alta Marea“; 1991), Antonello Venditti („Alta Marea“; 1991), Jeff Healey („Lost in Your Eyes“; 1992), The Lemonheads („It's About Time“; 1993) и Meat Loaf („Rock & Roll Dreams Come Through“; 1993). На 16-годишна възраст Джоли изиграва първата си роля в театъра. В ранните си години на сцената се учи от баща си.
Джоли се появява в пет направени от брат си студентски филма, докато той учи в USC училище за кинематографично изкуство, но професионалната си кариера започва през 1993 г., когато изиграва първата си главна роля в нискобюджетния филм „Киборг 2“, като Casella „Cash“ Reese. След поддържащата роля в независимия филм „Без доказателства“ Джоли участва като Кейт Либи в „Хакери“ (1995), където се срещна с първия си съпруг, Джони Лий Милър. В-к „Ню Йорк Таймс“ пише: „Кейт (Анджелина) се откроява. Независимо от мрачното позьорство, което изисква тази роля, г-жа Джоли има сладко ангелски вид като баща си, Джон Войт.“
През 1996 г. играе Джина Малачичи в комедията „Любовта е всичко, което трябва“, съвременна адаптация на „Ромео и Жулиета“. В автомобилния филм „Mojave Moon“ от същата година, Джоли е в ролята на момиче на име Елинор. Отново през 1996 г. Анджелина Джоли изиграва Маргарет Садовски, едно от петте момичета във филма FoxFire, които се изправят срещу своя учител, който ги тормози сексуално. В Лос Анджелис в-к „Таймс“ пише за нейното изпълнение: „Отне ѝ много време, за да развие този характер, но Джоли – дъщерята на Джон Войт, има присъствие, за да преодолее стереотипа. Въпреки че историята е разказана от Мади, тя е катализатор.“
През 1997 г. Джоли си партнира с Дейвид Духовни в трилъра „Ролята на Бог“, действието на който е заложено в подземния свят на Лос Анджелис. Филмът не получава висока оценка от критиците, но Роджър Ибърт отбелязва, че „Анджелина Джоли открива топлина в такава роля, която обикновено е твърде агресивна, тя изглежда твърде добра, за да е приятелка на престъпник, а може би тя е.“ След това тя се появява в телевизионния сериал „Истински жени“, историческа романтична драма в американския Запад и въз основа на книгата на Джанис Уудс – „Windle“. През същата година се появява в музикалния видеоклип за „Anybody seen my baby?“ на Ролинг Стоунс.

### Пробив: 1997 – 2000
Пробивът на Джоли е успешен след изпълнението на персонажа Корнелия Уолъс в биографичен филм за Джордж Уолъс през 1997 г., за който печели награда „Златен глобус“ и е номинирана за награда „Еми“. Филмът, режисиран от Джон Франкенхаймър, е похвален от критиката и наред с други награди, получи „Златен глобус“ за най-добър минисериал (филм, направен за телевизията). Тя изиграва втората жена на бившия управител, който е бил прострелян и парализиран по време на изборите през 1972 г. за президент на САЩ.
HBO продуцира филм за живота на супермодела Джия, базиран на биографичната книга на Stephen Fried. Джоли участва като Джия (Gia), изобразявайки Gia Carangi. Филмът представя един свят на секс, наркотици, емоционална драма, които водят до унищожаването на живота и кариерата на Джия и като резултат нейната зависимост от наркотиците и заболяването от СПИН се стига до смърт. За втора поредна година Джоли печели наградата „Златен глобус“ и е номинирана за награда Еми. Тя печели първата си награда от „Screen Actors Guild“.
След „Джия“ Джоли се премества в Ню Йорк и спира да се занимава с актьорство за кратко време, защото усеща, че на този етап нищо ново не се случва. Тя се записва в Университета на Ню Йорк да учи кино и присъства също при писмените класове. Тя описва този период от живота си така: „просто за мен е добре да си събера мислите“. Джоли се връща в киното и участва като Глория (Gloria McNeary) в гангстерския филм „Hell's Kitchen“ (1998), а по-късно същата година се появява в „Playing by Heart“. Филмът получава предимно позитивни отзиви и Джоли се гордее с него.
През 1999 г. тя участва във филм на Майк Нюъл, които е едновременно комедия и драма. Джоли играе съблазнителна жена. Филмът получава смесени реакции от критиката, особено за героинята на Джоли във филма. След това тя работи с Дензъл Уошингтън в „Колекционерът“ (1999), който адаптира романа, написан от Джефри Дивър. Тя играе Amelia Donaghy, полицай, преследван от самоубийството на баща си, който неохотно помага на Уошингтън да проследи сериен убиец. Филмът печели сумирано $151 000 000 в световен мащаб, но е критикуван като неуспех. Джоли взима следващата поддържаща роля на социопатка Лиза Роу в „Луди години“ (1999), един филм, който разказва историята на пациентката Сузана Кейсън, изпратена от нейния психиатър в болницата „Клеймор“. Уинона Райдър играе главната героиня във филма, което възлага големи надежди да се обърне повече внимание на нея, вместо това филмът маркира крайните пробиви на Джоли в Холивуд. Тя печели третата си награда „Златен глобус“, нейната втора „Screen Actors Guild“ награда и „Оскар“ за най-добра поддържаща женска роля. През 2000 г. Джоли се появява в първия си летен блокбъстър, „Gone In 60 Seconds“, в който тя играе Sarah „Sway“ Wayland, бившо гадже на крадеца на коли Никълъс Кейдж. По-късно тя обяснява, че филмът е добре дошло за нея облекчение след тежката роля като Лиза Роу, и той става един от нейните най-касови филми дотогава, спечелил $237 000 000 в международен план.
Анджелина Джоли е носителка на почетен „Оскар“ за 2013 г. за благотворителната си дейност.

## Личен живот
На 28 март 1996 г. се омъжва за британския актьор Джони Лий Милър, с когото се запознава по време на снимките на филма „Хакери“ (развеждат се на 3 февруари 1999 г.). През 2002 г. официално се отказва от презимето на баща си.
На 5 май 2000 г. се омъжва за актьора Били Боб Торнтон. По-късно се развеждат на 27 май 2003 г.
От 2004 г. живее с партньора си от „Мистър и мисис Смит (филм, 2005)“ Брад Пит, от когото на 27 май 2006 г. ражда момиченце в Намибия, Шайло Нувел, а на 12 юли 2008 г. ражда в Ница близнаците Вивиан-Маршелин (момиченце) и Нокс-Леон (момченце). Другите им деца са осиновени, всички носят фамилията Джоли-Пит: Мадокс Чиван (род. на 5 август 2001 г. в Камбоджа), Захара Марли (род. на 8 януари 2005 г. в Етиопия и Пакс Тиен (род. на 29 ноември 2003 г. във Виетнам). 
Джоли и Пит сключват брак през 2014 г. След двегодишен брак, през септември 2016 г., двамата се развеждат. Разводът им е финализиран със споразумение през декември 2024 г.
На 14 май 2013 г. The New York Times публикува статия от Джоли, в която тя обявява, че се е подложила на превантивна двойна мастектомия (отстраняване на млечните жлези). Взела е това решение, след като разбрала, че има 87% генетично предразположение към рак на гърдата.
Скоро след отстраняването на гърдите Джоли заявява намерението си да отстрани и яйчниците си, за да намали рисковете от развитие на рак. На 24 март 2015 г. Анджелина Джоли разказва пред New York Times, че вече се е подложила на операция по отстраняване на яйчниците и повече няма да може да ражда.

## Участия
| година | заглавие                                   | оригинално заглавие                          | роля                     | жанр                         | режисьор                     | бележки                  |
| ------ | ------------------------------------------ | -------------------------------------------- | ------------------------ | ---------------------------- | ---------------------------- | ------------------------ |
| 1982   | В търсене на изход                         | Lookin' to Get Out                           | Тош Уорнър               | комедия                      | Хал Ашби                     |                          |
| 1993   |                                            | Angela & Viril                               | Анджела                  | драма                        | Стивън Шейнберг              | късометражен             |
| 1993   | Киборг 2                                   | Cyborg 2: Glass Shadow                       | Кеш                      | екшън, научна фантастика     | Майкъл Шрьодер               | видео                    |
| 1995   | Хакери                                     | Hackers                                      | Кейт                     | драма                        | Ян Софтли                    |                          |
| 1995   | Без доказателства                          | Without Evidence                             | Джоуди Сверинген         | трилър                       | Джил Денис                   |                          |
| 1996   | Любовта е всичко                           | Love is All There is                         | Джина                    | романтичен, комедия          | Джоузеф Болоня и Рене Тейлър |                          |
| 1996   | Фоксфайър                                  | Foxfire                                      | Легс Садовски            | драма, романтичен            | Анет Хейууд-Картър           |                          |
| 1996   | Луна над Мохаве (Пустинна луна)            | Mojave Moon                                  | Ели                      | романтичен, комедия          | Кевин Даулинг                |                          |
| 1997   | В ролята на Бог                            | Playing God                                  | Клер                     | трилър, криминална драма     | Анди Уилсън                  |                          |
| 1997   | Джордж Уолъс                               | George Wallace                               |                          | драма                        | Джон Франкенхаймър           |                          |
| 1998   | Джия                                       | Gia                                          | Джия Каранджи            | биографичен, драма           | Майкъл Кристофър             | тв филм                  |
| 1998   | Кухнята на дявола                          | Hell's Kitchen                               | Глория                   | криминален, драма            | Тони Чинчирипини             |                          |
| 1998   | Любовни приключения                        | Playing by Heart                             | Джоан                    | романтичен, драма            | Уилард Карол                 |                          |
| 1999   | Контролна кула                             | Pushing Tin                                  | Мери Бел                 | романтичен, драма            | Майк Нюъл                    |                          |
| 1999   | Колекционерът                              | The Bone Collector                           | Амелия Донаги            | криминален трилър            | Филип Нойс                   |                          |
| 1999   | Луди години                                | Girl, Interrupted                            | Лайса                    | биографичен, драма           | Джеймс Манголд               |                          |
| 1999   | Да изчезнеш за 60 секунди                  | Gone in 60 Seconds                           | Сара 'Суей' Уейланд      | екшън, трилър                | Доминик Сена                 |                          |
| 2001   | Лара Крофт: Томб Рейдър                    | Lara Croftː Tomb Rider                       | Лара Крофт               | екшън                        | Саймън Уест                  |                          |
| 2001   | Първороден грях                            | Original Sin                                 | Бони Касъл/ Джулия Ръсел | драма                        | Майкъл Кристофър             |                          |
| 2002   | Живот или нещо подобно                     | Life or Something Like It                    | Лани Кериган             | романтичен, комедия          | Стивън Херек                 |                          |
| 2003   | Лара Крофт Томб Рейдър: Люлката на живота  | Lara Croft: Tomb Raider – The Cradle of Life | Лара Крофт               | екшън                        | Жан дьо Бон                  |                          |
| 2003   | Отвъд граници                              | Beyond Borders                               | Сара Джордан             | приключенски, драма          | Мартин Кембъл                |                          |
| 2004   | Крадец на животи                           | Taking Lives                                 | Илеана                   | трилър, мистерия             | Д. Дж. Карузо                |                          |
| 2004   | Небесният капитан и светът на утрешния ден | Sky Captain and the World of Tomorrow        | Франки                   | екшън, приключенски          | Кери Конран                  |                          |
| 2004   | Треската                                   | The Fever                                    | младата жена в църквата  | драма                        | Карло Габриел Неро           |                          |
| 2004   | Александър                                 | Alexander                                    | Олимпия                  | исторически, драма           | Оливър Стоун                 |                          |
| 2005   | Мистър и мисис Смит                        | Mr. & Mrs. Smith                             | Джейн Смит               | екшън                        | Дъг Лайман                   |                          |
| 2006   | Добрият пастир                             | The Good Shepherd                            | Маргарет Клоувър Ръсел   | шпионски                     | Робърт Де Ниро               |                          |
| 2007   | Могъщо сърце                               | A Mighty Heart                               | Мариан                   | биографичен, драма           | Майкъл Уинтърботъм           |                          |
| 2007   | Беулф                                      | Beowulf                                      | майката на Грендел       | фентъзи, приключенски        | Робърт Земекис               |                          |
| 2008   | Подмяната                                  | Changelling                                  | Кристин Колинс           | трилър                       | Клинт Истууд                 |                          |
| 2008   | Неуловим                                   | Wanted                                       | Фокс                     | трилър                       | Тимур Бекмамбетов            |                          |
| 2008   | Денят след мира                            | The Day After the Peace                      | себе си                  | документален                 | Джеръми Джили                |                          |
| 2010   | Агент Солт                                 | Salt                                         | Евелин Солт              | екшън трилър                 | Филип Нойс                   |                          |
| 2010   | Туристът                                   | The Tourist                                  | Елис Клифтън-Уорд        | екшън трилър                 | Флориан Хенкел фон Донерсмак |                          |
| 2014   | Господарка на злото                        | Maleficient                                  | Господарката на злото    | фентъзи                      | Робърт Стромбърг             | и изпълнителен продуцент |
| 2015   | Край морето                                | By the Sea                                   | Ванеса                   | романтична драма             | Аджелина Джоли               | и продуцент              |
| 2017   |                                            | Mon Guerlain: Notes of a Woman               | Жената                   |                              | Терънс Малик                 | късометражен             |
| 2019   | Господарка на злото 2                      | Maleficent: Mistress of Evil                 | Господарката на злото    | фентъзи                      | Юахим Рьонинг                | и продуцент              |
| 2020   |                                            | The Kept                                     | Елспет Хауел             | драма                        |                              | и продуцент              |
| 2020   | Двете страни на чудесата                   | Come Away                                    | Роуз Лиълтън             | приключенски, фентъзи, драма | Бренда Чампман               |                          |
| 2021   | Те пожелаха смъртта ми                     | Those Who Wish Me Dead                       | Хана                     | екшън, трилър, драма         | Тейлър Шеридан               |                          |
| 2021   | Вечните                                    | Eternals                                     | Тина                     | фентъзи, драма               | Клои Джао                    |                          |
|        | Господарка на злото 3                      | Maleficient 3                                | Господарката на злото    | фентъзи                      | Линда Улъртън                |                          |
|        |                                            | Every Note Played                            | Карина                   | драма                        | Бьорн Рунге                  |                          |
|        |                                            | Maria                                        | Мария Калас              | биографичен, драма           | Пабло Ларен                  |                          |
|        |                                            | Maude v Maude                                |                          | екшън трилър                 | Розан Лианг                  | и продуцент              |

| година | заглавие      | оригинално заглавие | роля                       | жанр                             | режисьор    | бел.       |
| ------ | ------------- | ------------------- | -------------------------- | -------------------------------- | ----------- | ---------- |
| 1997   | Истински жени | True Women          | Джорджа Вирджиня Лоуши Удс | драма, исторически, приключенски | Карен Артър | минисериал |

| година | заглавие                        | оригинално заглавие                   | роля      | жанр         | режисьор                                  | бележки         |
| ------ | ------------------------------- | ------------------------------------- | --------- | ------------ | ----------------------------------------- | --------------- |
| 2004   | История с акули                 | Shark Tale                            | Лола      | анимационен  | Бибо Бергерон, Вики Дженсън, Роб Летърман |                 |
| 2008   | Кунг-фу панда                   | Kung Fu Panda                         | Тигрицата | анимационен  | Марк Озбърн, Джон Стивънсън               |                 |
| 2010   |                                 | Kung Fu Panda Holiday                 | Тигрицата | анимационен  | Тим Джонсън                               | тв късометражен |
| 2011   |                                 | Kung Fu Panda: Secrets of the Masters | Тигрицата | анимационен  | ТониЛеондис                               | късометражен    |
| 2011   | Кунг-фу панда 2                 | King Fu Panda 3                       | Тигрицата | анимационен  | Дженифър Ю Нелсън                         |                 |
| 2012   |                                 | Kung Fu Panda Po's Winter Wonderland  | Тигрицата | анимационен  |                                           | късометражен    |
| 2016   | Кунг-фу панда 3                 | King Fu Panda 3                       | Тигрицата | анимационен  | Дженифър Ю Нелсън, Алесандро Карлони      |                 |
| 2020   | Единственият и неповторим Айвън | The One and Only Ivan                 | Стела     | приключенски | Теа Шарок                                 | и продуцент     |

| година | оригинално заглавие            | изпълнител       | роля                |
| ------ | ------------------------------ | ---------------- | ------------------- |
| 1990   | Alta marea                     | Антонело Вендити | момиче              |
| 1991   | Stand by My Woman              | Лени Кравиц      | жена                |
| 1993   | Wonderin'                      | Уайдспред Паник  | модел               |
| 1993   | It's About Time                | Лемонхедс        | момиче в кола       |
| 1994   | Rock and Roll Dreams Come True | Мийт Лоуф        | тийнейджърка беглец |
| 1997   | Anybody Seen My Baby?          | Ролинг Стоунс    | стриптизьорка       |
| 2001   | Angelina                       | Били Боб Торнтън | жена у дома         |
| 2003   | Did My Time                    | Корн             | Лара Крофт          |

| Заглавие              | Оригинално заглавие               | Година | Роля                           | Жанр                       |
| --------------------- | --------------------------------- | ------ | ------------------------------ | -------------------------- |
|                       | Trudell                           | 2005   | Продуцент                      | документален               |
|                       | Lovesick                          | 2005   | Продуцент                      |                            |
|                       | Trudell                           | 2005   | Изпълнителен продуцент         | документален               |
|                       | A Place in Time                   | 2007   | Режисьор                       | документален               |
| В земя на кръв и мед  | In the Land of Blood and Honey    | 2011   | Режисьор, продуцент, сценарист | драма, военен              |
| Несломен              | Unbroken                          | 2014   | Режисьор, продуцент            | биографична драма екшън    |
| Господарка на злото   | Maleficient                       | 2014   | Изпълнителен продуцент         | фентъзи                    |
|                       | Difret                            | 2014   | Изпълнителен продуцент         | биографична драма          |
|                       | Coldplay: Miracles (Lyric Video)  | 2014   | Режисьор (филмови секвенции)   | музикален видеоклип        |
| Край морето           | By the Sea                        | 2015   | Режисьор, продуцент            | романтична драма           |
| Първо убиха баща ми   | First They Killed My Father       | 2017   | Режисьор, продуцент, сценарист | драма                      |
|                       | The Breadwinner                   | 2017   | Изпълнителен продуцент         | анимация                   |
| Господарка на злото 2 | Maleficientː Mistress of Evil     | 2019   | Продуцент                      | фентъзи                    |
|                       | Serendipity                       | 2019   | Изпълнителен продуцент         | документален               |
|                       | BBC My World                      | 2020   | Изпълнителен продуцент         | 11 епизода на тв сериал    |
|                       | The One and Only Ivan             |        | Продуцент                      | приключенска комедия       |
|                       | Afghan Girls: An Uncertain Future |        | Изпълнителен продуцент         | документален               |
|                       | The Defiant Women of Kabul        |        | Копродуцент                    | документален, късометражен |
|                       | We Dare to Dream                  | 2023   | Изпълнителен продуцент         | документален               |
|                       | Without Blood                     |        | Режисьор, продуцент, сценарист | военна драма               |
|                       | Maude v Maude                     |        | Продуцент                      | екшън трилър               |